# Monsieur Merveille
Monsieur Merveille (titre original : Mr. Bliss) est un roman pour enfants écrit et abondamment illustré par l'écrivain britannique J. R. R. Tolkien, publié de façon posthume en 1982. Le texte conte les déboires de Monsieur Merveille avec sa nouvelle voiture. Selon les biographes de Tolkien, cette histoire a pu lui être inspirée par les propres problèmes que l'auteur rencontra avec les voitures à l'époque de la rédaction du récit, à la fin des années 1920 ou au début des années 1930. À la suite du succès littéraire de Bilbo le Hobbit en 1937, les éditions Allen & Unwin font preuve d'intérêt pour Monsieur Merveille, mais devant les coûts d'impression importants engendrés par le nombre d'illustrations en couleurs, la publication est reportée. En 1957, le manuscrit est vendu avec ceux de Bilbo le Hobbit, du Seigneur des anneaux, et du Fermier Gilles de Ham, à l'université Marquette aux États-Unis, et ce n'est qu'en 1982 que l'ouvrage est publié.

## Rédaction et publication
La date de rédaction de Mr. Bliss est sujette à débat. Humphrey Carpenter dans sa biographie de Tolkien, juge que le récit date de l'année 1932, année durant laquelle Tolkien acquiert une voiture avec laquelle il subit quelques déboires durant sa conduite. Mais selon Joan Tolkien, femme de Michael Tolkien, le second fils de J. R. R. Tolkien, l'histoire de Mr. Bliss date au moins de l'été 1928, durant lequel Tolkien s'inspire d'un jouet représentant une voiture et son conducteur appartenant à son fils cadet Christopher Tolkien ainsi que de trois ours en peluche appartenant à chacun de ses fils pour créer son récit. Les premiers brouillons et esquisses de Mr. Bliss semblent dater d'avant l'été 1928. Néanmoins, Christopher Tolkien ne se souvient pas de ce jouet. S'appuyant sur l'écriture de son père, il juge que le récit a été couché sur papier à la fin des années 1920 ou au début des années 1930. Christina Scull et Wayne G. Hammond considèrent que la rédaction complète a dû être faite d'une traite sur une courte période. L'été 1928, durant lequel Tolkien est très productif en illustrations par ailleurs, serait la période la plus probable, mais également les étés 1929 à 1931.
Le 28 novembre 1936, Tolkien reçoit la visite de Susan Dagnall envoyé par Allen & Unwin pour récupérer d'autres histoires pour enfants. Tolkien lui remet les manuscrits révisés du Fermier Gilles de Ham et de Roverandom ainsi que le manuscrit de Mr. Bliss. Les responsables d'Allen & Unwin apprécient le manuscrit illustré mais souhaitent, pour des raisons financières, que les illustrations soient redessinés en noir et trois couleurs. Le projet reste en suspens jusqu'à l'automne 1937, date à laquelle Tolkien fait quelques voyages à Londres pour rencontrer Stanley Unwin et discuter de l'éventualité de publier plusieurs histoires dont la Quenta Silmarillion, l'Ainulindalë, l'Ambarkanta, La Chute de Númenor, le texte de La Route perdue, quelques textes en vers dont Le Lai de Leithian, une traduction de Beowulf, les Lettres du Père Noël, Le Fermier Gilles de Ham et évidemment Mr. Bliss. Au début de l'année 1938, Allen & Unwin réitèrent néanmoins leur demande que les dessins soient redessinés en trois couleurs, demande qui se heurte à l'incompréhension de Tolkien, qui souhaite que son ouvrage puisse être publié tout en couleurs sur papier glacé comme les ouvrages de Beatrix Potter.

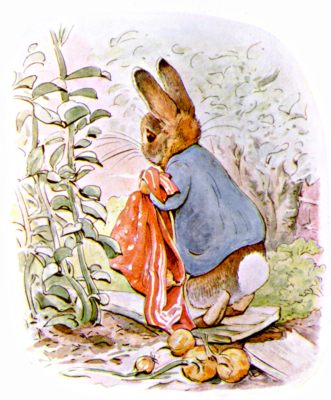
Benjamin Bunny (Jeannot lapin). Dessin à l'aquarelle de Beatrix Potter

Au mois d'août 1938, Tolkien reçoit confirmation que Mr. Bliss sera le prochain ouvrage édité, au printemps 1939, lui laissant le temps de retravailler le manuscrit et à la maison d'édition de régler les problèmes d'impression des couleurs. Cependant, en février 1939, les éditeurs changent d'avis s'attendant à ce que Tolkien leur envoie Le Seigneur des anneaux, la suite de Bilbo le Hobbit, avant juin pour une publication à Noël 1939,. En 1942, Stanley Unwin demande à revoir le manuscrit, mais le projet de publication est une nouvelle fois abandonné. En 1957, Tolkien vend les manuscrits de Bilbo le Hobbit, du Seigneur des anneaux, du Fermier Gilles de Ham et de Mr. Bliss à l'université Marquette aux États-Unis, pour 1 500 livres sterling.
En 1964, Tolkien reçoit une lettre de Clyde S. Kilby, directeur du département d'anglais du Wheaton College dans l'Illinois et notamment connu pour sa correspondance avec C. S. Lewis. Kilby se dit intéressé par la publication de Mr. Bliss aux États-Unis. Tolkien accepte de considérer la requête de Kilby, mais reste soucieux des conditions d'impression. Jusqu'en 1967, le projet est discuté entre Kilby et la maison d'édition américaine Ballantine Books d'une part et Tolkien et Rayner Unwin d'autre part. Finalement, d'un commun accord, Tolkien et Rayner Unwin décident que l'ouvrage ne sera pas édité, au prétexte que Tolkien avait fini par détester cet ouvrage et qu'il devait être publié après sa mort pour garder sa réputation intacte. Ce n'est finalement qu'en 1982, devant les nombreuses demandes des maisons d'édition américaines, que le livre parait sous forme d'un fac-similé du manuscrit avec la transcription de l'écriture de Tolkien.

## Réception
Dans sa critique pour le Times Literary Supplement, Tom Shippey voit en Monsieur Merveille « un classique comme on n'en fait plus » et admire sa représentation truculente « d'une Angleterre vulgaire disparue, où chacun agissait (et parlait) comme bon lui semblait ».

## Adaptations
En 2004, Мистер Блисс, une version animée utilisant les dessins de Tolkien est créée par la Tolkien Texts Translation, groupe russophone de promotion de l'œuvre de Tolkien. D'une durée de 33 minutes, le film est diffusé en 2006 à la Ring*Con et au Tolkien Thing, deux évènements organisés autour de l'œuvre de Tolkien pour le public allemand.